# Phaonia minutivillana
Phaonia minutivillana este o specie de muște din genul Phaonia, familia Muscidae, descrisă de Xue, Yang și Li în anul 2000.
Este endemică în Yunnan. Conform Catalogue of Life specia Phaonia minutivillana nu are subspecii cunoscute.